# Taktikai szavazás kétfordulós választásokon
Gyakorlatilag minden más választási rendszerhez hasonlóan a kétfordulós rendszerben is van lehetőség taktikai szavazásra és stratégiai jelölésre. A taktikai szavazás az, amikor a választók nem közvetlenül a valódi preferenciáik szerint (azaz őszintén) szavaznak, hanem úgy, hogy megpróbálják a rendszer működését kihasználva befolyásolni az eredményt. A kétfordulós szavazást olyan módszernek szánták, amely csökkenti a taktikai szavazás szükségét, de két taktika, az úgynevezett kompromisszum és a "pushover" sok esetben továbbra is lehetséges. A rendszer a racionális választókat különösen arra ösztönzi, hogy "kompromisszumot kössenek" azáltal, hogy a választás első fordulójában a három legnépszerűbbnek tűnő jelölt valamelyikére szavaznak.
Stratégiai jelölésről ellenben akkor van szó, amikor a jelöltek és politikai frakciók úgy akarják befolyásolni a választás eredményét, hogy további jelölteket állítanak, vagy olyan jelöltet vonnak vissza, aki egyébként indult volna. A két forduló célja a spoiler-hatás csökkentése, de ezt nem szünteti teljesen. A stratégiai jelölés és a taktikai szavazás jelentőségének híres példája a kétfordulós szavazás során a 2002-es francia elnökválasztás volt.

## Példa
Szemléltetésképpen az alábbiakban egy olyan választást mutatunk be, amely nem tartalmaz taktikai manipulációt. Legyen adott egy választás, amelyben egy 100 fős társaság kiválasztja, melyik ételt szeretné enni desszertként. Három lehetőség van: fagylalt, almás pite és gyümölcs. Kétfordulós szavazással keresik meg a győztest.
1. forduló: A szavazás első fordulójában minden vendég az általa leginkább kedvelt desszertre szavaz. Az eredmények a következők:
- Fagylalt: 43 szavazat
- Almás pite: 16 szavazat
- Gyümölcs: 41 szavazat

2. forduló: Egyetlen lehetőségre sincs meg a szavazatok között az abszolút többség (ezen a választáson ez 51 lenne), így a két legtöbb szavazatot kapott lehetőség, a fagylalt és a gyümölcs, továbbjut a második fordulóba, míg az almás pite kiesik. Mivel kedvenc jelöltjüket kizárták, az almás pitét támogatóknak most a megmaradt két lehetőség egyikére kell szavazniuk. Az almás pite támogatói két egyenlő csoportra oszlottak: 8-an szavaztak a fagylaltra és 8-an a gyümölcsre. Azok közül, akik az első körben a fagylaltot és gyümölcsöt támogatták, senki sem dönt úgy, hogy megváltoztatja szavazatát. A második forduló eredménye tehát a következő:
- Fagylalt: 51
- Gyümölcs: 49

Eredmény: A fagylalt immár abszolút többséget élvez, így ez a lehetőség győzött.

## Taktikai szavazás
A kétfordulós szavazás megpróbálja csökkenteni a taktikai szavazás lehetőségét (és a választó szempontjából szükségét is) az elpazarolt szavazatok számának csökkentésével. A relatív többségi (egyfordulós) rendszerben a választókat közvetetten taktikai szavazásra ösztönzik úgy, hogy a két legesélyesebb jelölt egyikére szavaznak, mivel egy harmadik jelöltre adott szavazat nem befolyásolja az eredményt. A kétfordulós szavazás során ez a kompromisszumnak nevezett taktika néha szükségtelen, mert még ha egy szavazó kedvenc jelöltje ki is esik az első fordulóban, akkor is lehetősége lesz befolyásolni a választás eredményét azáltal, hogy egy általa kedvelt jelöltre szavaz a második fordulóban. A kompromisszum taktikája azonban továbbra is használható a kétfordulós szavazás során, attól függően, hogy a választó kompromisszumot akar-e kötni annak érdekében, hogy melyik két jelölt vehessen részt a második fordulóban.

### Kompromisszum
Kompromisszumról beszélünk, amikor a választó nem azért szavaz egy jelöltre (vagy más rendszerekben, általánosítva: preferenciasorrendjében előnyben részesíti a jelöltet), mert különösen támogatja, hanem azért, hogy elkerülje egy olyan jelölt megválasztását, akit még kevésbé kedvel. A kompromisszum (vagy megalkuvó) taktika néha hatásos, mert a második szavazás általában sok jelöltet (mindet kivéve kettőt) kizár az első fordulóban, és közülük gyakran olyanok is vannak, akik a szavazatok abszolút többségét megszerezhették volna, ha egy adott jelölt ellen a második fordulóba juthatnának. Ez erőteljesen ösztönzi a választókat, hogy az első fordulóban taktikusan szavazzanak, hogy a második fordulóban a "túlélő" két jelölt közül legalább az egyik elfogadható legyen számukra. Ehhez az első fordulóban a három legnépszerűbb (legesélyesebb) jelölt valamelyikére kell szavazniuk, hasonlóan ahhoz, ahogy a relatív többségi rendszerben tartott választáson a két legnépszerűbb jelölt valamelyikére.
Az, hogy a kompromisszum hatékony taktika lesz-e vagy sem, az egyes választásokon induló jelöltektől és szavazási mintáktól függ. Például, ha két nagyon népszerű centrista jelölt indul a választáson, és így elkerülhetetlen az első forduló eredménye, akkor szükségtelen lesz a kompromisszum. Ezen kívül, ha az egyik jelölt már az első fordulóban várhatóan megnyeri a szavazatok abszolút többségével a választást, a többi jelölt támogatói hiába szavaznának taktikusan.

#### Példák
A fenti 1. példában, ha a "gyümölcs" opció támogatói taktikailag az almás pitére szavaztak volna az első fordulóban, akkor az almás pitét (a második preferenciájukat) választották volna meg az fagylalt helyett (az utolsó preferenciájuk) – feltételezve, hogy az almás pite itt a "centrista", azaz kompromisszumos jelölt, amelyet a gyümölcs támogatói (vagy legalább a többségük) inkább választana a fagylalttal szemben. (Ha azonban a valójában fagylalt a gyümölcs szavazók második preferenciája, ebben az esetben nincs okuk taktikai szavazásra, legalábbis mindaddig amíg az almás pite esélye a második fordulóban jutásra alacsony.) A második fordulóba bejutásra esélytelen Gyümölcs támogatói taktikai tehát szavazással biztosíthatják, hogy az almás pitének lehetősége legyen továbbjutni a második fordulóba, ahol az almás pite ezután abszolút többséget szerezhet.
A következő példában azonban szükségtelen a kompromisszum; ha az első fordulóban 100 szavazó a következőképpen szavaz:
- A szélsőbal jelöltje: 10
- Balközép jelölt: 41
- Jobbközép jelölt: 40
- A szélsőjobb jelöltje: 9

Ha a szélsőbal szavazók második preferenciája a balközép jelölt, a szélsőjobboldali szavazók második preferenciája pedig a jobbközép jelölt, akkor a második forduló eredménye a következő lesz:
- Balközép jelölt: 51
- Jobbközép jelölt: 49

Ezen a választáson a szélsőbal jelöltjének kiesése után a támogatóknak lehetőségük lesz a második fordulóban a balközép jelöltre szavazni; így szükségtelen és hatástalan, hogy a szélsőbaloldal támogatói taktikailag a balközép jelöltre szavazzanak. Ugyanezen okból kifolyólag az eredmény nem változik, ha a szélsőjobboldal támogatói az első fordulóban taktikailag megszavazzák a jobbközépet, vagy a jobbközép szavazók a szélsőjobbot.
Ha a választást a relatív többség rendszer alkalmazásával hajtanák végre, akkor a megalkuvás hatékony lenne. Például, ha a szélsőjobboldal támogatói taktikailag a jobbközép jelöltre szavaznának, akkor őt választanák meg a balközép helyett. E taktika ellensúlyozása érdekében a szélsőbaloldal támogatóinak is taktikailag kell szavazniuk. Ebben a példában tehát a kétfordulós szavazás megszünteti a taktikai szavazás lehetőségét, amely a relatív többségi rendszerben fennállna.

### "Pushover"
A pushover, avagy "kilökés" egy olyan taktika, amellyel a választók taktikailag az első körben egy népszerűtlen jelöltre szavaznak jelöltet, hogy segítsék az valódi kedvenc jelöltjük győzelmét a második fordulóban. Az ilyen voksolás célja annak biztosítása, hogy ez a gyenge jelölt legyen egy erősebb rivális helyett, aki kihívja a választók által leginkább preferált (relatív többséggel rendelkező) jelöltet a második fordulóban. Egy pushover (versenytársát kilökő) jelölt támogatásával azt remélik, hogy kiiktat egy erősebb jelöltet, aki esetleg megnyerte volna a második fordulót, ha továbbjut. Az pushover taktika megköveteli a választóktól, hogy kellően megbízhatóan meg tudják jósolni, hogy mások hogyan fognak szavazni. Különben fennáll a veszélye, hogy a szavazókra nézve hátrányosan sül el a taktika, hiszen ha elég sok taktikus szavazó rosszul (téves feltételezésekkel) számol, a pushovernek szánt jelölt végül a második fordulóban megveri a választó által preferált jelöltet, vagy a szavazó által valóban preferált jelölt nem jut be a második fordulóba.

#### Példa
Képzeljünk el egy választást, mint a cikk elején, ahol 100 szavazó a következőképpen szavaz:
- Fagylalt: 25 szavazat
- Almás pite: 30 szavazat
- Gyümölcs: 45 szavazat

Egyetlen jelöltnek sincs abszolút többsége a szavazatok között, így a Fagylalt az első fordulóban kiesik. A fagylalt támogatói az almás pitét preferálják a gyümölcs helyett, így a második körben az almás pitére szavaznak, és az almás pite a győztes. Ha azonban csak hat gyümölcs-párti szavazó alkalmazta volna a pushover taktikát, megváltoztathatták volna ezt az eredményt, és biztosíthatták volna gyümölcs győzelmét. Ez a legalább hat (de maximum kilenc) szavazó ezt úgy teheti meg, hogy az első körben taktikusan a Fagylaltra szavaz. Ha ezt megteszik, akkor az első fordulóban leadott szavazatok így fognak kinézni:
- Fagylalt: 31
- Almás pite: 30
- Gyümölcs: 39

Ez azt jelenti, hogy az Fagylalt helyett Almás pite esik ki az első körben. Ez az eredmény szándékos. A taktikus szavazók tudják, hogy a Fagylalt könnyebb ellenfél lesz a Gyümölcs számára a második fordulóban, mint az almás pite. A második körben a taktikai szavazók a valódi első preferenciájukra, a Gyümölcsre szavaznak. Így már ha csak 6 almás pite-párti preferálja is a gyümölcsöt a fagylalttal szemben, a második forduló eredménye a következő lesz:
- Fagylalt: 49
- Gyümölcs: 51

A szavazók így a gyümölcsöt választják. Ennek a taktikának a sikere azon múlik, hogy a gyümölcs-pártiak meg tudják jósolni, hogy a fagylaltot a gyümölcs legyőzheti a második körben. Ha az almás pite-támogatók túlnyomó többsége (csak 4 a gyümölcsre, 26 a fagylaltra) a fagylaltra szavazott volna, akkor az pushover taktika visszafelé sült volna el, ami a fagylalt megválasztásához vezetett volna, mert ezt a lehetőséget a gyümölcspártiak még kevésbé szeretnék, mint az almás pitét.

## Stratégiai jelölés
A második szavazást a stratégiai jelölés is befolyásolhatja; ha jelöltek és politikai frakciók úgy befolyásolják a választás eredményét, hogy további (kamu) jelölteket állítanak, vagy olyan jelöltet vonnak vissza, aki egyébként indult volna. A kétfordulós szavazás ki van szolgáltatva a stratégiai jelölésnek ugyanazon okokból, mint amilyen okból, amiért ki van téve a kompromisszumos szavazási taktikának. Ennek az az oka, hogy néha szükség van arra, hogy egy jelöltnek (vagy pártjának), aki tudja, hogy valószínűtlen, hogy nyer, gondoskodnia kell arról, hogy egy másik, általa támogatott jelölt bejusson a második fordulóba. Ezt néha csak azáltal tudja elérni, hogy az első fordulós szavazás előtt visszalép a versenytől, vagy soha nem indul indul az első fordulóban. hely. A jelöltek visszavonásával egy politikai párt elkerülheti a spoiler-effektust, amely során a jelölt megosztja támogatói szavazatát, és megakadályozza, hogy a számára elfogadható jelöltek (pl. azonos politikai blokkba tartozó pártok) eljussanak a második fordulóig.
A kétfordulós rendszer kevésbé sérülékeny a spoiler-effektussal szemben, mint a relatív többségi rendszer. Ennek az az oka, hogy egy potenciális spoiler jelölt gyakran csak csekély támogatottsággal rendelkezik, így a jelölt nem von el annyi szavazatot a második fordulóba valószínűleg bejutó jelöltektől, hogy megakadályozza a továbbjutásukat. A szavazók az első fordulóban, kétfordulós rendszerben a kompromisszumos taktikával ellensúlyozhatják a szavazatok megoszlásának hatását. A spoiler-hatás a második fordulóban lehetetlen, mert csak két jelölt van (a szokványos kétfordulós rendszerben, bár ez alól Magyarországon is voltak kivételek).
Mivel ki van téve a stratégiai jelölés bizonyos formáinak, a kétfordulós rendszer és társai, mint az azonnali többfordulós szavazás (IRV) a választásokkal foglalkozó tudósok szerint nem teljesíti az irreleváns alternatívák függetlenségének kritériumát. Ez a kritérium annyira szigorú, hogy szinte minden szavazási rendszer megbukik rajta, még azok is, amelyek kevésbé érzékenyek a stratégiai jelölésre, mint a kétfordulós szavazás.

## 2002-es francia elnökválasztás
A 2002-es francia elnökválasztás híres példája a taktikai szavazás és a stratégiai jelölés fontosságának a kétfordulós szavazás során. A három fő jelölt a jobbközép Jacques Chirac, a balközép Lionel Jospin és a szélsőjobboldali Jean-Marie Le Pen voltak. Összesen azonban tizenhat jelölt volt.
A francia elnökválasztáson szokásos eredmény volt, hogy a jobbközép és a balközép egy-egy jelöltje bejut a második fordulóba. 2002-ben azonban Chirac és Le Pen volt a két jelölt a második fordulóba. Chircac végül megnyerte a választást, de Le Pen továbbjutása a második fordulóba erősen megosztó volt, sokak szerint szélsőséges politikai nézetei miatt. Le Pen népszerűtlen jelölt volt, erről tanúskodik, hogy a második fordulóban csak a szavazatok 18%-át szerezte meg. Ha Jospin a várakozásoknak megfelelően továbbjutott volna a második fordulóba, szorosabb lett volna a verseny. Az első körben a következő eredmények születtek:
A jobboldal
- Jacques Chirac ( a Köztársaságért ): 19,88%
- Jean-Marie Le Pen ( Nemzeti Front ): 16,86%
- François Bayrou ( Unió a Francia Demokráciáért ): 6,84%
- Alain Madelin ( liberális demokraták ): 3,91%
- Bruno Mégret ( Nemzeti Republikánus Mozgalom ): 2,34%
- Christine Boutin (Szociális Republikánusok Fóruma): 1,19%
- Összesen: 51,02%

A baloldal
- Lionel Jospin ( szocialista párt ): 16,18%
- Arlette Laguiller ( Munkások harca ) 5,72%
- Noël Mamère ( Zöldek ) 5,25%
- Olivier Besancenot ( Forradalmi Kommunista Liga ) 4,25%
- Robert Hue ( Francia Kommunista Párt ) 3,37%
- Christiane Taubira ( baloldali radikális párt ) 2,32%
- Daniel Gluckstein ( Munkáspárt ) 0,47%
- Összesen: 37,56%

Nem a szavazók távolmaradása az egyik lehetséges oka annak, hogy a baloldalnak nem volt továbbjutó jelöltje a második fordulóban. Mint fentebb látható, a szavazók több mint 37%-a baloldali jelölteket támogatott. A probléma az volt, hogy a baloldali szavazatok hét különböző jelölt között oszlottak meg. A baloldal stratégiai jelöléssel javíthatott volna teljesítményén. Ha akár egy kis baloldali párt is visszavonta volna jelöltjét, Jospinnak elegendő szavazata lehetett volna a kiesés elkerüléséhez. Másrészt a baloldali szavazók akár hét különböző jelölt esetén is megváltoztathatták volna az első fordulót taktikai szavazással.
Ha csak körülbelül 2%-kal több baloldali szavazó használta volna a kompromisszum taktikáját, és inkább Jospinra szavazott volna, nem pedig igazi kedvencére, akkor Jospin nem esett volna ki. Jospin kiesésének egyik oka az volt, hogy sok szavazó eleve azt feltételezte, hogy bejut a második fordulóba, és így nyugodtan adtak le tiltakozó szavazatot egy kisebb jelöltre, ahelyett, hogy taktikailag szavaznának. Ha Jospin bejutott volna, taktikai szavazással vagy stratégiai jelöléssel, lehetséges, hogy megnyerte volna a második fordulót, és legyőzhette volna Chiracot.
Hasonló helyzet történt Louisianában is, ahol a kétfordulós szavazás egy olyan formáját alkalmazzák, amelyet pártsemleges általános előválasztásnak neveznek. 1991-ben a fehér felsőbbrendűségi ideológiájú David Duke elegendő szavazatot szerzett ahhoz, hogy bekerüljön a második fordulóba (a valódi választásba) a hivatalban lévő kormányzó helyett, akitől inkább várták volna, hogy versenyben maradjon. A második körben Duke kikapott a jóval mérsékeltebb Edwin Edwardstól.

## Fordítás
Ez a szócikk részben vagy egészben  a   Tactical manipulation of runoff voting című angol Wikipédia-szócikk fordításán alapul.  Az eredeti cikk szerkesztőit annak laptörténete sorolja fel. Ez a jelzés csupán a megfogalmazás eredetét és a szerzői jogokat jelzi, nem szolgál a cikkben szereplő információk forrásmegjelöléseként.